# 鞠盈智
鞠盈智（Ju Yingzhi，1987年7月24日—），生於中國大連，香港足球運動員，司職進攻中場或正中場。香港足球代表隊前隊員，現效力港超球會冠忠南區。

## 球員生涯
鞠盈智生於中國大連，中學一年級就放棄讀書選擇足球，與現役港腳徐德帥在大連青年軍相遇，擁有不俗腳法及傳送的他於2004年中超盃第二輪對山東魯能的賽事中，以後備身份入替，成為在同齡球員中首個在中超代表一隊的球員。
惟他在2006年因膝關節前十字韌帶斷裂，休養1年後以外借身份加盟甲組球會公民，起初鞠盈智是想有好表現後回大連尋找機會，不過期間因經常受傷患困擾影響其發揮並且來港後接受過2次手術。
隨後鞠盈智在2011年7月轉投地區球隊天水圍飛馬，後過渡至太陽飛馬，他於2013年12月26日以3–2反勝皇室南區的高級組銀牌4強在加時上半場取得奠勝入球，不過他入球後的慶祝動作被香港足總紀律委員會裁定為挑釁行為，並判罰停賽4場。其後太陽飛馬為此提出上訴，並由領隊兼教練陳志康帶同3名律師出席足總上訴委員會的會議，最終上訴委員會一致裁定鞠盈智的慶祝動作並非挑釁，無需繼續停賽。他其後於2014年10月首次當選港超聯10月最有價值球員。
在2015年6月1日，鞠盈智加盟東方，並於2015年10月17日以2–1擊敗冠忠南區的聯賽，取得加盟後的首個入球。直到2016年2月25日，東方官方宣佈鞠盈智因接受左膝半月板手術，需養傷3個月提早收季，至同年10月23日養傷近1年的他於作客九巴元朗的聯賽，在比賽尾段仍維持1–1時後備入替即在補時階段交出助攻，為球隊奠定2–1勝局。季尾鞠盈智交出7次助攻與隊友洛迪古斯及麥基並列隊中助攻王，而在港超列強中排名第2。
在2018年7月12日，鞠盈智加盟傑志。2018–19球季，他算是球隊主力，但到了2019–20球季，他開始較多為球隊後備上場。
2020–21球季，他在超級聯賽及菁英盃只獲六次上陣機會。
2021年8月10日，鞠盈智加盟冠忠南區。2024年7月, 鞠盈智以助教兼球員身份征戰冠忠南區。 2025年5月10日, 鞠盈智完成聯賽告別戰及獲選該場比賽最佳球員, 結束21年職業球員生涯。

## 國際賽生涯
鞠盈智在效力大連實德青年軍期間，曾經入選過中國國家少年足球隊。2010年11月，鞠盈智以超齡球員身份入選香港U23代表隊名單，參加在廣州舉行的第16屆廣州亞運會，更於11月11日的分組賽中取得一個入球，協助香港以4–1擊敗孟加拉U23。鞠盈智於2014年10月10日，香港以2–1擊敗新加坡的國際足球友誼賽取得入球。 其後再於香港以7–0擊敗不丹的世界盃亞洲區外圍賽取得入球。
2019年12月，鞠盈智入選香港代表隊，出戰2019年東亞足球錦標賽決賽週。2022年7月，鞠盈智再有機會出戰2022年東亞足球錦標賽決賽週。
2023年12月，鞠盈智入選香港足球代表隊出戰亞洲盃的決選名單。他未有上場機會，並於賽後宣布正式退出香港隊，結束代表隊生涯。

## 榮譽
大連實德
- 中國超級聯賽冠軍（2005年）
- 中國U19冠軍盃（2006年）

公民
- 香港足總盃冠軍（2007–08季度）
- 香港高級組銀牌冠軍（2010–11季度）

東方龍獅
- 香港超級聯賽冠軍（2015–16季度）
- 香港高級組銀牌冠軍（2015–16季度）
- 香港社區盃冠軍（2016年）
- 香港高級組銀牌亞軍（2017–18季度）

傑志
- 香港社區盃冠軍（2018年）
- 香港高級組銀牌冠軍（2018–19季度）
- 香港足總盃冠軍（2018–19季度）
- 香港菁英盃冠軍（2019–20季度）
- 香港超級聯賽冠軍（2019–20、2020–21季度）

冠忠南區
- 香港菁英盃冠軍（2022–23, 2024–25）

香港代表隊
- 龍騰盃冠軍（2010年）

## 外部連結
- 香港足球總會網站球員註冊資料 （页面存档备份，存于）
- Soccerway资料库（鞠盈智） （页面存档备份，存于）